# چکاوک‌های بیشه
چکاوک‌های بیشه (نام علمی: Plocealauda) یکی از سرده‌های چکاوک‌ها از تیرهٔ چکاوکان (Alaudidae) است که در سال ۲۰۲۳ معرفی شد و شامل پنج گونه است. در گذشته در سردهٔ جل‌ها (Mirafra) قرار داشتند. پراکندگی‌ها از شبه‌قاره هند تا جنوب شرق آسیا را شامل می‌شود.
- چکاوک بیشه برمه‌ای، Plocealauda microptera
- چکاوک بیشه هندی، Plocealauda erythrocephala
- چکاوک بیشه جردون، Plocealauda affinis
- چکاوک بیشه هندی، Plocealauda erythroptera
- چکاوک بیشه بنگال، Plocealauda assamica

دو گونه از سرده‌های دیگر در نام انگلیسی خود "bush lark" دارند: چکاوک بیشه آوازخوان (Mirafra javanica) و چکاوک بیشه زنگاری (Calendulauda rufa).